# Eusebio Cardozo
Eusebio Asunción Cardozo (15 de agosto de 1950 — 14 de septiembre de 2018) fue un atleta maratoniano paraguayo. Compitió en las prueba de maratón de los Juegos Olímpicos de Montreal de 1976 acabando en la posición 43 con un tiempo de dos horas, 27 minutos y 22 segundos.
Comenzó su carrera deportiva como futbolista pero una lesión lo apartó del fútbol para seguir como atleta de fondo. Por sus actuaciones destacadas, Cardozo fue adquirido por el Cerro Porteño donde consiguió importante triunfos en corta y media distancia. Entre ellos, consiguió el triunfo en la Corrida de Reyes de 1978 y 1979.
Después de su retiro, se dedicó a la venta de boletos de lotería. Los últimos años los pasó en un geriátrico Profesor Doctor Gerardo Buongermini de Asunción, luchando con la diabetes y otras enfermedades. Moriría el 14 de septiembre de 2018 a los 68 años.